# 神戸市立なぎさ小学校
神戸市立なぎさ小学校（こうべしりつ なぎさしょうがっこう）は、兵庫県神戸市中央区にある公立小学校。

## 沿革
工場跡地の再開発や阪神・淡路大震災からの復興を背景に神戸市東部の副都心として建設された街・HAT神戸の小学校として、街開きと同時に1998年に新設開校した。開校当初は神戸市立渚中学校に併設されていたが、2年後の2000年4月に現在地に独立校舎が完成して移転した。
地域に分譲マンションが建設されたことに伴って児童数が急増し、2007年度以降はプレハブ校舎を増築することで対応していたが、それでも施設が手狭になった為、それを解消するために灘の浜小学校が開校した。

### 年表
- 1998年（平成10年）4月1日 - 開校。この当時は、渚中学校と校舎を共同使用[3]。
- 2000年（平成12年）4月1日 - 脇浜海岸通2丁目に移転し、渚中学校との校舎共同使用を解消。
- 2020年（令和2年）4月1日 - 校区調整（脇浜町1丁目の一部・2丁目・3丁目の一部の校区が編入）[4]。
- 2021年（令和3年）4月1日 - 灘の浜小学校開校により、摩耶海岸通の校区を分離[2]。

## 校区
- 神戸市中央区
  - 脇浜海岸通、脇浜町1丁目（1～3番）・2丁目・3丁目（1～4番・7番）

## 校区内の主な施設
- 神戸市立渚中学校（進学先中学校）
- 神戸赤十字病院

## 交通
- 阪神本線 春日野道駅より
- 神戸市バス （29・100・101系統）日赤病院前より

## 通学区域が隣接している学校
- 神戸市立中央小学校
- 神戸市立春日野小学校
- 神戸市立宮本小学校
- 神戸市立灘の浜小学校
- 神戸市立西灘小学校

## 著名な出身者
- 坂本花織（フィギュアスケート選手）